# Zinnia
A Zinnia a fészkesvirágzatúak (Asterales) rendjébe, ezen belül az őszirózsafélék (Asteraceae) családjába tartozó nemzetség.

## Előfordulásuk
A Zinnia-fajok eredeti előfordulási területe az amerikai szuperkontinens, ahol az Amerikai Egyesült Államok középső részétől kezdve, Közép-Amerika legnagyébb részén keresztül, Dél-Amerika északi kétharmadáig találhatók meg. Természetes körülmények között, a legdélibb állományok Észak-Argentínában élnek. Az ember néhányukat dísznövényként betelepítette az Amerikák más térségeibe, a Karib-szigetekre, valamint az összes többi kontinensre is.

## Rendszerezés
A nemzetségbe az alábbi 21 faj tartozik:
- Zinnia acerosa (DC.) A.Gray
- Zinnia americana (Mill.) Olorode & A.M.Torres
- Zinnia angustifolia Kunth
- Zinnia anomala A.Gray
- Zinnia bicolor Hemsl.
- Zinnia citrea A.M.Torres
- rézvirág (Zinnia elegans) Jacq.
- Zinnia flavicoma (DC.) Olorode & A.M.Torres
- Zinnia grandiflora Nutt.
- Zinnia haageana Regel
- Zinnia juniperifolia A.Gray
- Zinnia leucoglossa S.F.Blake
- Zinnia maritima Kunth
- Zinnia microglossa (DC.) McVaugh
- Zinnia oligantha I.M.Johnst.
- Zinnia peruviana (L.) L. - típusfaj
- Zinnia purpusii Brandegee
- Zinnia tenuis (S.Watson) Strother
- Zinnia venusta (A.M.Torres) Olorode & A.M.Torres
- Zinnia zamudiana Calderón & Rzed.
- Zinnia zinnioides (Kunth) Olorode & A.M.Torres